# J.R.R. Tolkien's The Lord of the Rings: Volume 1
J.R.R. Tolkien's The Lord of the Rings: Volume 1 (anche scritto Volume One) è un videogioco di ruolo tratto da Il Signore degli Anelli e pubblicato da Interplay nel 1994 per la console SNES.
Il gioco è piuttosto differente dal J.R.R. Tolkien's The Lord of the Rings pubblicato qualche anno prima dalla Interplay per computer. Nonostante sia intitolato Volume 1, nessun sequel fu distribuito per lo SNES.

## Modalità di gioco
Il giocatore inizia il gioco prendendo controllo di Frodo Baggins, ma, nel tempo, otterrà l'aiuto dei rimanenti membri della Compagnia: Sam Gamgee, Peregrino Tuc, Meriadoc Brandibuck, Aragorn, Legolas, Gimli, e Gandalf. Il gioco, grazie ai gamepad aggiuntivi dello SNES supporta fino a quattro giocatori; i personaggi non controllati dai giocatori sono interamente gestiti dalla intelligenza artificiale del computer. Il gioco procede attraverso una serie di missioni "trova e consegna" nelle quali il giocatore dovrà esplorare un vasto ambiente per ottenere oggetti collegati con la storia. Come nel libro, il gioco inizia nello Shire, la regione degli Hobbit, per poi spostarsi in altri luoghi come il villaggio di Bree, la città elfica di Rivendell e le miniere di Moria.